# 新社 (臺中市大字)
新社，是臺灣臺中市新社區的一個傳統地域名稱，也是全區行政中心所在地，位於該區北部。相較於今日行政區，其範圍大致包括中正里不含東南端、新社里、月湖里西北端、崑山里最東端、復盛里北部、大南里最北端。

## 歷史
台灣清治末期，新社地區為一街庄，稱為「新社庄」，隸屬於捒東上堡。該庄輪廓略呈北北西－南南東走向，北北西與社藔角庄為鄰，東北東與土牛庄、永居湖庄為鄰，南南東邊為鳥銃頭庄，西南西邊為大湳庄。。
1901年（日明治三十四年）11月，全台廢縣廳改設二十廳，該庄隸屬於臺中廳。1903年（明治三十六年）6月，該庄編入「新社區」，仍隸屬於臺中廳。1909年（明治四十二年）10月，全台二十廳合併為十二廳，新社區隸屬不變。1920年（大正九年），全台地方制度大改正，該庄改制並雅化為「新社」大字，隸屬於臺中州東勢郡新社庄，大字下有「新社」、「山頂」、「食水嵙」、「復盛」小字名。
戰後新社庄改制為新社鄉，隸屬於臺中縣，大字亦改制為村。1950年10月，中、彰、投分治，新社鄉隸屬不變。2010年12月，隨著臺中縣、市合併為直轄臺中市，新社鄉改制為新社區，村亦改制為里。

## 聚落
本地區發展較早的聚落有食水嵙、山頂、新社、土城、復盛等，在日治期初期的官方地圖上已有記載。此外，本地區尚有嵙石、羅厝、張厝、傅厝、糖廍、橫坪等聚落。

## 交通
市道129號（中和街五段～三段）是石岡區土牛至大里區塗城的道路，大致以東北東－西南西走向轉北北西－南南東走向再轉東北－西南走向再轉北北西－南南東走向經過新社地區東北部、中部及西南部。由該道路向東北東轉南南東繞S形後轉東北可前往土牛並止於省道台3線路口，向南南東轉南再西再轉西南經大南可前往馬力埔、大坑、廍子、三汴、太平東北部、頭汴坑西端、車籠埔、番子寮（部分路段與塗城交界）、草湖並止於省道台3線另一路口。
區道中92線是社寮角至食水嵙的道路，也是本地區北部的內部連絡道路，其西側端點位於本地區西北端的區道中93線路口。由此向東南蜿蜒而行，可前往本地區中部偏東北並止於市道129號路口。
區道中93線（萬仙街）是社寮角至茅埔角的道路，大致以西北－東南走向轉東北－西南走向經過本地區西北端。由該道路向西北轉北北東可前往社寮角並止於省道台3線路口，向西南可前往仙塘坪、七分、七分與大南交界地帶、馬力埔西部及南部、大南南部、水底寮地區中部偏西北湖興聚落西北側並止於區道中95線路口。
區道中94線（中和街四段128巷）是七分至新社的道路，其東側端點位於新社市區舊縣道129號（中和街四段）路口。由此向西北西轉西南西再轉西北蜿蜒而行，出境後可前往大南東北端、大南與仙塘坪交界地帶、七分並止於區道中93線路口。
區道中95線（中和街四段125巷、興社街四段～三段、新興街、東新路一段、東湖街二段）是新社至溪頭的道路，其北側端點位於新社市區舊縣道129號（中和街四段）路口。由此向東轉南南東經市道129號後轉東再轉東南至本地區東部邊界南側，再轉南南東沿邊界而行至出境。由此向南南東可前往鳥銃頭與永居湖邊界地帶、水底寮地區的中和聚落、溪頭並止於接近頭汴坑邊界處的紫興宮前。

## 學校
- 新社高中
- 石岡國中（部分）
- 新社國小